# Tataháza
Tataháza é um município da Hungria, situado no condado de Bács-Kiskun. Tem 26,1 km² de área e sua população em 2015 foi estimada em 1.151 habitantes.